# Étage 2 (époque)
Stratigraphie
Fortunien Étage 3
Série 2
L'étage 2 est un étage du Cambrien.
Les conodontes font leur apparition au cours de l'étage 2 (connu aussi en tant que Tommotien) au Cambrien inférieur.